# Борго-Тоссіньяно
Борго-Тоссіньяно, Борґо-Тоссіньяно (італ. Borgo Tossignano) — муніципалітет в Італії, у регіоні Емілія-Романья, метрополійне місто Болонья.
Борго-Тоссіньяно розташоване на відстані близько 280 км на північ від Рима, 31 км на південний схід від Болоньї.
Населення — 3312 осіб (2014).
Щорічний фестиваль відбувається 24 серпня. Покровитель — святий Варфоломій Apostolo.

## Демографія
Населення за роками:

Станом на 1 січня 2023 року в муніципалітеті офіційно проживало 388 іноземців з 28 країн, серед них 72 громадяни країн Євросоюзу та 9 громадян України.

## Сусідні муніципалітети
- Казальфьюманезе
- Казола-Вальсеніо
- Фонтанеліче
- Імола
- Ріоло-Терме